# 洛克人洛克人
《洛克人洛克人》（又译作）是日本卡普空公司於2006年3月2日在PlayStation Portable平台發售的動作遊戲，《洛克人》的重製作品。與原作不同的部分是以3D繪圖，人物造型改為二頭身，並新增了關卡自製和頭目使用的功能。

## 外部連結
- 洛克人洛克人官方網站（日語）
- 洛克人系列官方網站（日語）